# Rānigaon
Rānigaon är en ort i Indien.   Den ligger i distriktet Nāgaur och delstaten Rajasthan, i den nordvästra delen av landet, 300 km sydväst om huvudstaden New Delhi. Rānigaon ligger 361 meter över havet och antalet invånare är 9 500.
Terrängen runt Rānigaon är mycket platt. Runt Rānigaon är det ganska tätbefolkat, med 214 invånare per kvadratkilometer. Det finns inga andra samhällen i närheten. Trakten runt Rānigaon består till största delen av jordbruksmark.